# Rute Marques
Rute Marques (24 de Novembro de 1970 no Porto) é uma ex-modelo, apresentadora de televisão e actriz portuguesa.
Interpretou, Eduarda Paiva em Morangos com Açúcar. Foi a vencedora do concurso "Quinta das Celebridades 2".
A vida de modelo começou aos 14 anos e depressa se começa a assistir uma ascendência profissional devido à sua beleza e postura. Tirou o curso de modelo e participou em diversos desfiles de moda o que lhe permitiu alcançar o 2.º lugar no Concurso World Top Model 1992. A ambição de querer fazer sempre mais lançou-a para o pequeno écran através da apresentação de programas. Entretanto, a sua carreira como profissional da moda, que durou 15 anos, é abandonada e Rute Marques dedica-se a outros projectos. Três anos mais tarde começaram os convites para a televisão. Entre 1995 e 1997 apresentou «Despedida de Solteiro»; «Tampamania da Pepsi» e «Isto Só Vídeo». Irreverente, Rute encara mais um desafio e, desta vez, aceita apresentar o programa «Reis da Música Nacional» em parceria com Pedro Miguel Ramos.
Depois do sucesso alcançado, Rute Marques casa com Bernardo Macambira e é mãe de um rapaz, o Martim Marques Macambira, nascido em 2000. Foi federada em Voleibol e natação no F.C. Porto.
Teve uma relação com o actor Miguel Melo.